# Vrindávan
Vrindávan (hindi nyelven: वृन्दावन, átírva: Vṛndāvan, angolul: Vrindavan) város India területén, Uttar Prades államban, Mathurától 8–10 km-re északra, a Dzsamna folyó partján. Lakosainak száma 63 ezer fő volt 2011-ben.
Hindu zarándokhely - különösen a vaisnavizmus hívei számára - számtalan templommal (hindiül: mandir). A várost gyakran nevezik az 5000 templom városának, amely egy része modern, más részük több száz éves. A hely Krisna gyermekkori életéhez köthető. Sok hindu özvegy költözik ide, hogy életük hátralevő részét itt töltsék el akik Krisna-himnuszok éneklésével keresnek megélhetésükhöz szerény összeget.

## Galéria

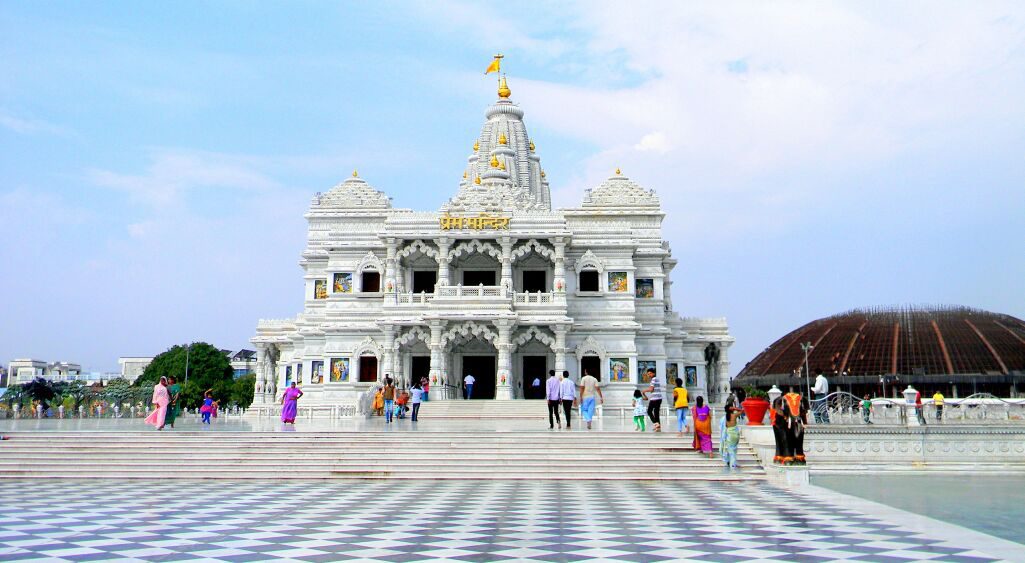
Prem Mandir
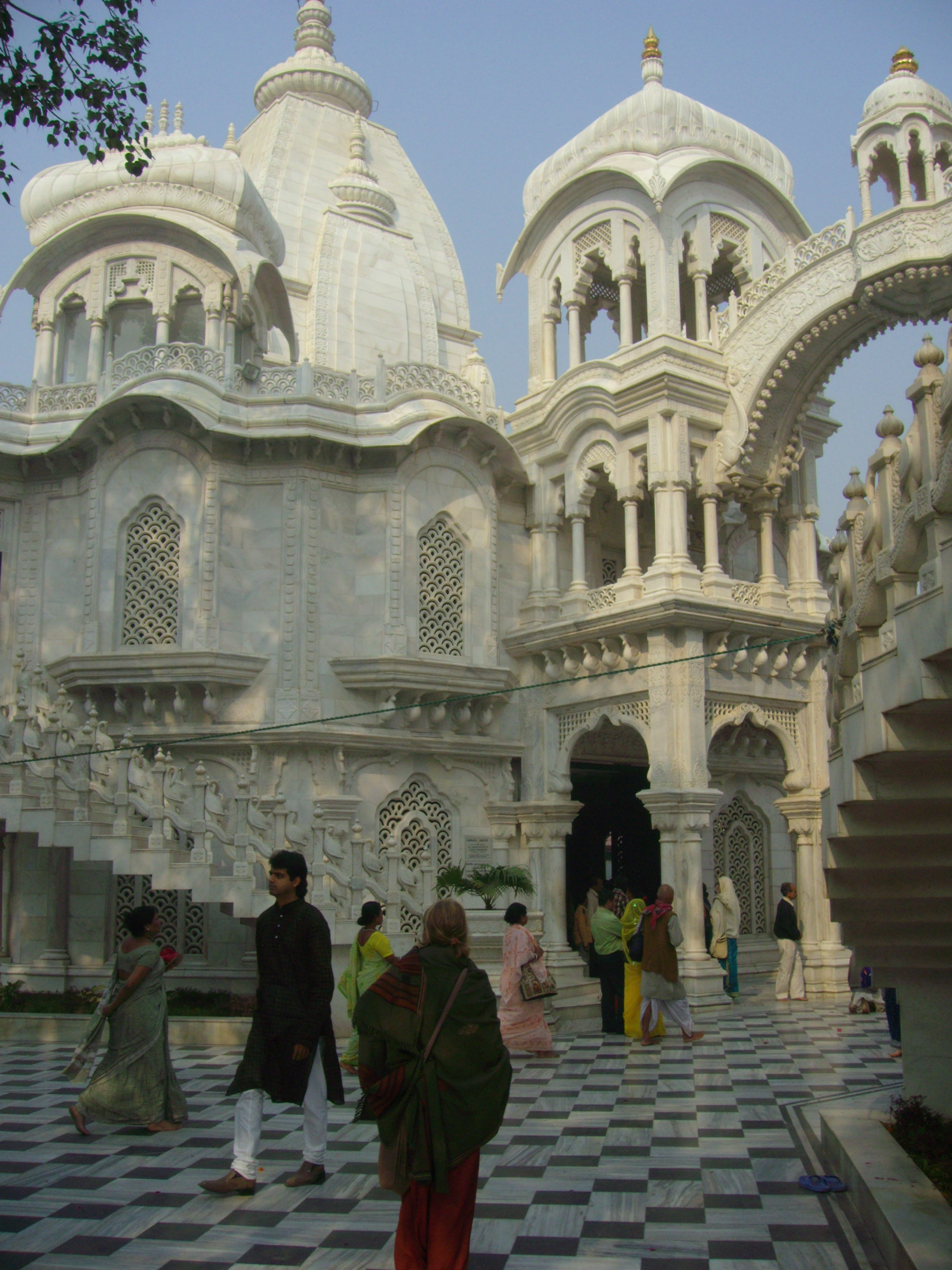
Krisna Balaram Mandir
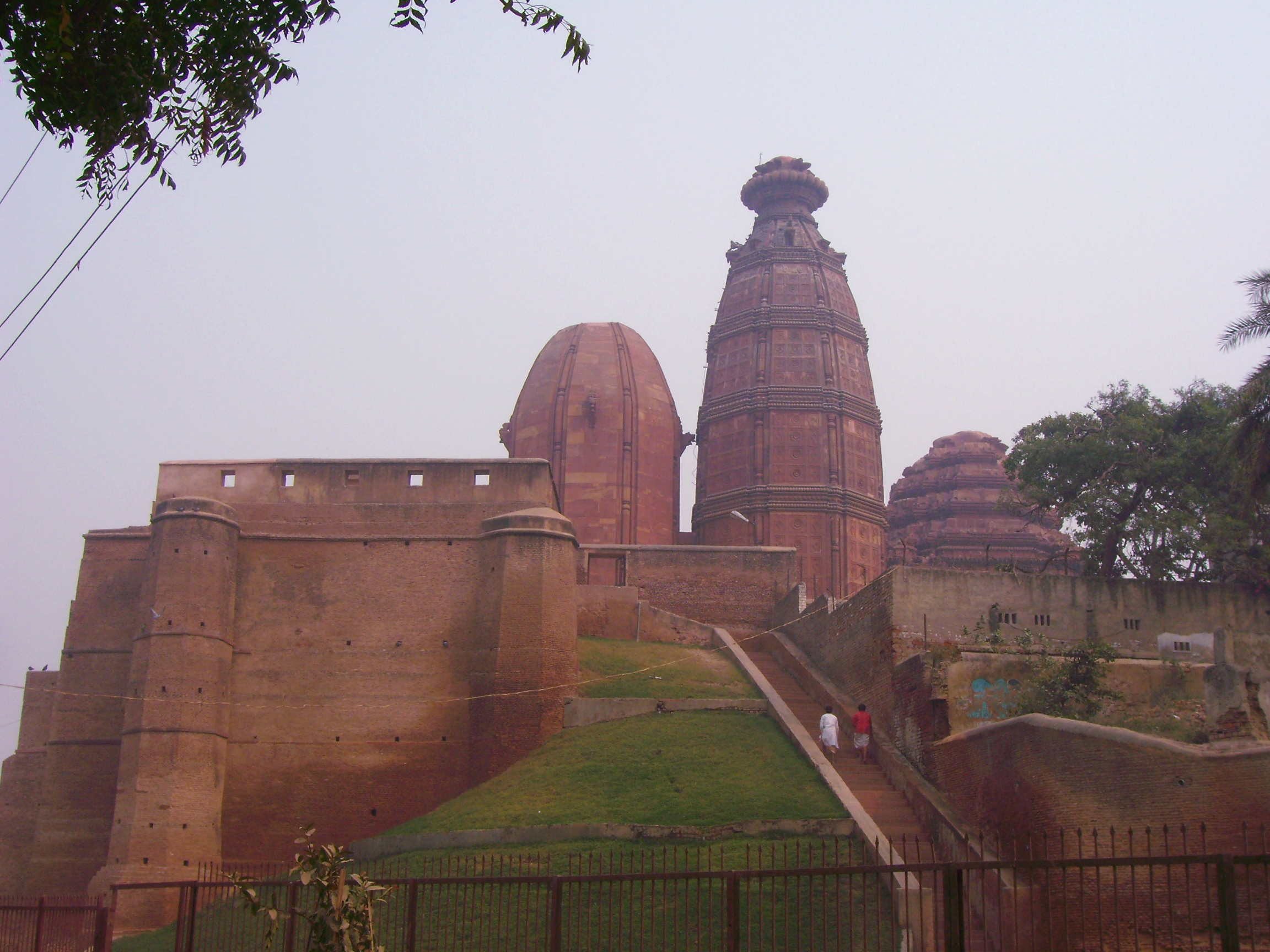
Madanmohan Mandir

## Fordítás
Ez a szócikk részben vagy egészben  a   Vrindavan című angol Wikipédia-szócikk fordításán alapul.  Az eredeti cikk szerkesztőit annak laptörténete sorolja fel. Ez a jelzés csupán a megfogalmazás eredetét és a szerzői jogokat jelzi, nem szolgál a cikkben szereplő információk forrásmegjelöléseként.